# Перський бунт
Перський бунт — повстання козаків Чорноморського козацького війська, що почалося на Кубані в червні 1797 року після повернення з походу проти перського війська 504 козаків із тисячного загону Антона Головатого.

## Передумови

### Перський похід
У 1796 р. кошовому отаману Захарію Чепізі було наказано направити козацький полк на так звану Перську війну для завоювання Азербайджану. Як і раніше, на нову війну імператорський уряд першими кинув українців. У цей похід Антон Головатий вирушив на чолі флотилії і двох піших полків уже в чині кошового отамана і російського чину бригадира.
У боях на Кавказі козаки участі не брали, їх, зазвичай, кидали на різного роду військові роботи. Зміна клімату, незвичні обставини життя та хвороби стали косити козацькі ряди. Під час доправлення полків і флотилії до Баку почалася епідемія чуми. Сотні козаків вмирали, чимало їх втекло до «царя грузинського». Антон Головатий під час походу захворів та помер 28 січня 1797 року.

### Призначення отамана урядом
Після смерті отамана Чепіги у січні 1797 р. Тимофій Котляревський, скориставшись відсутністю Головатого, як найстарший по чину з тих, кто залишився на Кубані, поїхав до Москви, та згодом був призначений новим військовим отаманом.
Факт призначення спричинив обурення козаків.

## Хід повстання
Вимогами чорноморців були видача жалування, харчів, покарання старшини, яка зловживала владою, та грошова компенсація за важкий похід в розмірі 4—5 тис. рублів.
На чолі повстання стали Федір Дикун, Йосип Шмалько та Микита Собакар.
Щойно призначений отаман Котляревський, відчуваючи загрозу своєму життю, викликав регулярні війська, а сам утік до Усть-Лабінської фортеці.
5-6 серпня 1797 р. козаки змінили вимоги, вимагаючи усунення військового уряду. На міському ринку Єкатеринодара відбулося зіткнення козаків і старшини. У наслідку сутичок козаки паралізували діяльність урядових структур та обрали нових курінних отаманів та керівників: Федора Дикуна — військовим осавулом, Йосипа Шмалька — військовим пушкарем, Микиту Собакаря — наглядачем Єкатеринодарського обмінного двору. Протягом 5—12 серпня повстанці фактично тримали у своїх руках владу в Єкатеринодарі, встановивши строгий порядок і нічне патрулювання.
9 серпня інспектору козацького військового полку Пузирєвському, що прибув до Єкатеринодара, вдалося ввести повстанців в оману, порадивши їм обрати 14 представників, які б вирушили до Петербургу з донесенням про козацькі вимоги.
12 серпня 1797 р. депутати від козаків виїхали до Петербурга, де їх було заарештовано та кинуто до Петропавловської фортеці.
У результаті суду, що відбувався у Петербурзі та Усть-Лабінській фортеці було винесено вирок — 163-х козаків повісити, а інших прогнати крізь стрій в 1 тис. солдатів (які мали шмагати їх прутами) від 8 до 10 разів.
Але 28 серпня 1800 р. Павло I припинив справу про бунт чорноморських козаків, наказавши Ф.Дикуна, М.Собакаря, Й.Шмалька і Ю.Полового відшмагати батогом і відправити на каторжні роботи до Сибіру, а інших засуджених «оставить без наказания свободными».